# Micrepeira fowleri
Micrepeira fowleri là một loài nhện trong họ Araneidae.
Loài này thuộc chi Micrepeira. Micrepeira fowleri được Herbert Walter Levi miêu tả năm 1995.